# Satu Mare
Satu Mare (ungerska: Szatmárnémeti, allmänt känd som Szatmár) är en stad i Rumänien, vid floden Szamos, cirka en mil från gränsen mot Ungern och två mil från gränsen mot Ukraina. Staden är huvudort i länet med samma namn och har 102 411 invånare (2011).
Satu Mare är en järnvägsknutpunkt och ett handelscentrum med maskin-, textil- och livsmedelsindustri. Staden har en teater och en symfoniorkester samt en nyklassicistisk romersk-katolsk katedral byggd mellan 1786 och 1789. 59 % av stadens invånare är rumäner, 35 % ungrare och 4 % tyskar (2002).
Staden nämns först i skriftliga källor 1213. Den var ungersk fram till 1920 och mellan 1940 och 1945.

## Vänorter
Satu Mare har följande vänorter:
- Berehove, Ukraina
- Nyíregyháza, Ungern
- Rzeszów, Polen
- Wolfenbüttel, Tyskland
- Zutphen, Nederländerna

## Galleri

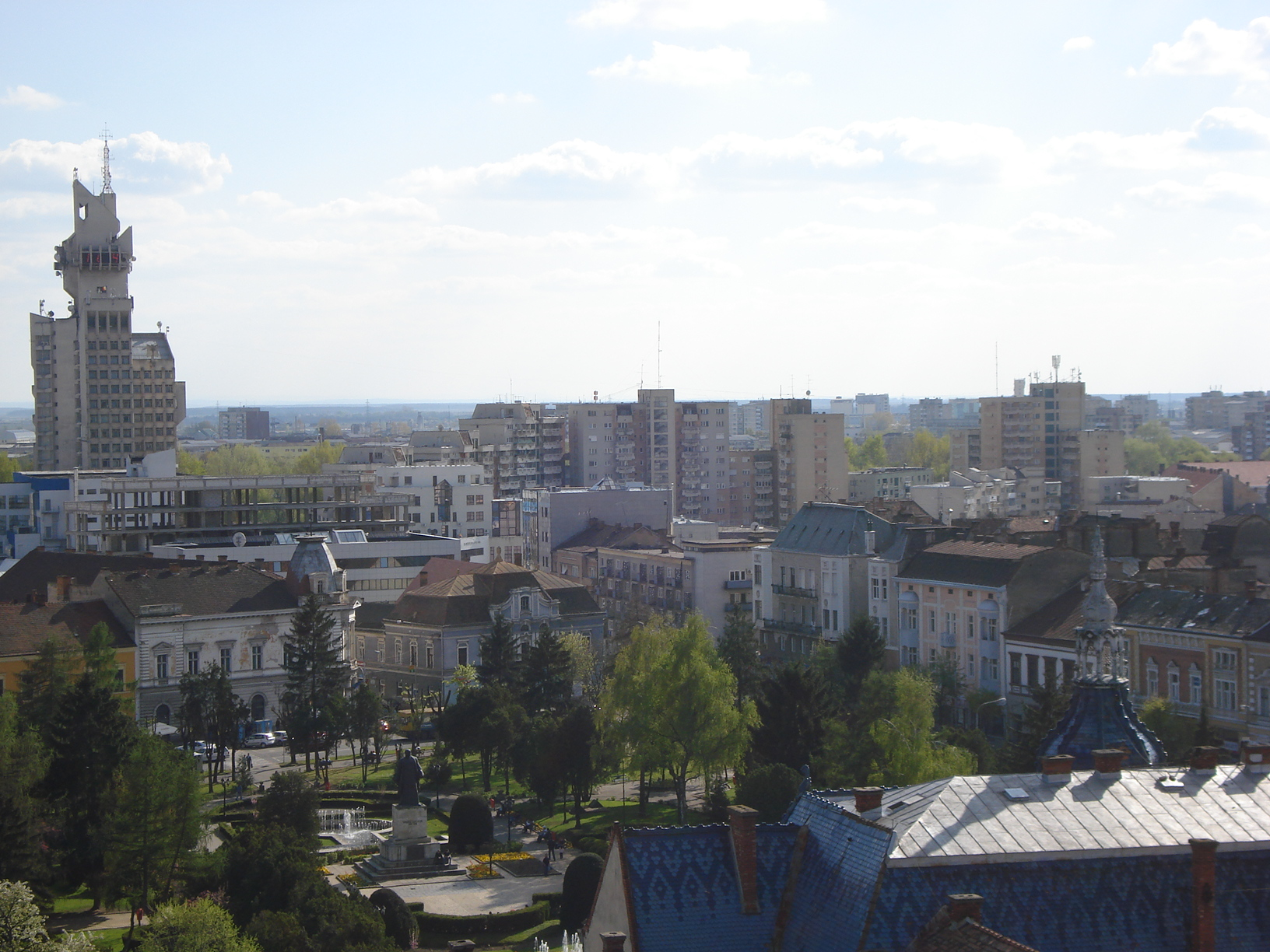
Centrala torget i Satu Mare.
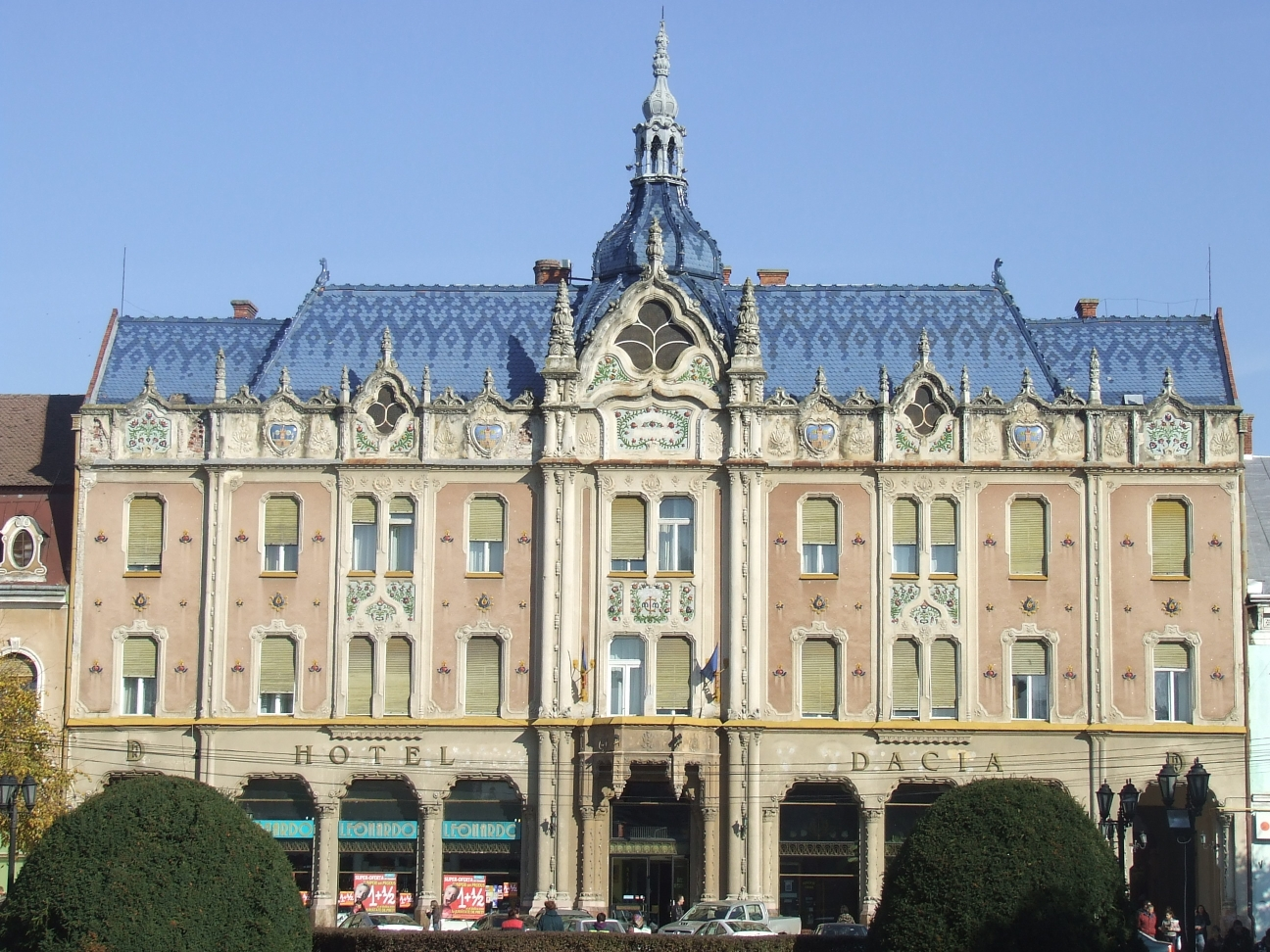
Dacia Hotel, byggt i Sezessionsstil i den historiska stadskärnan.
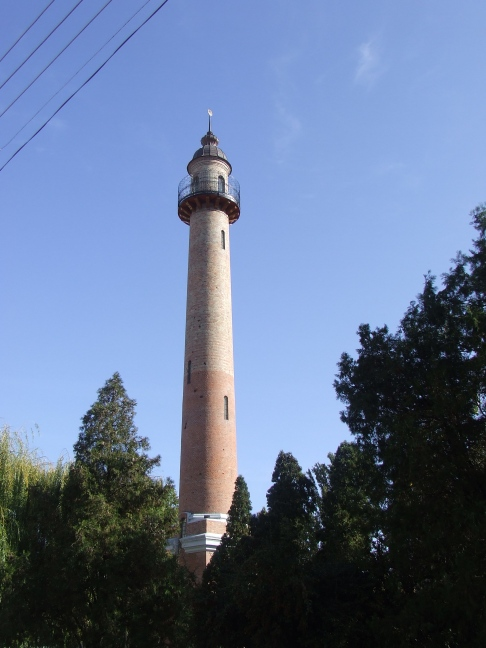
Brandmanstornet (Turnul Pompierilor).
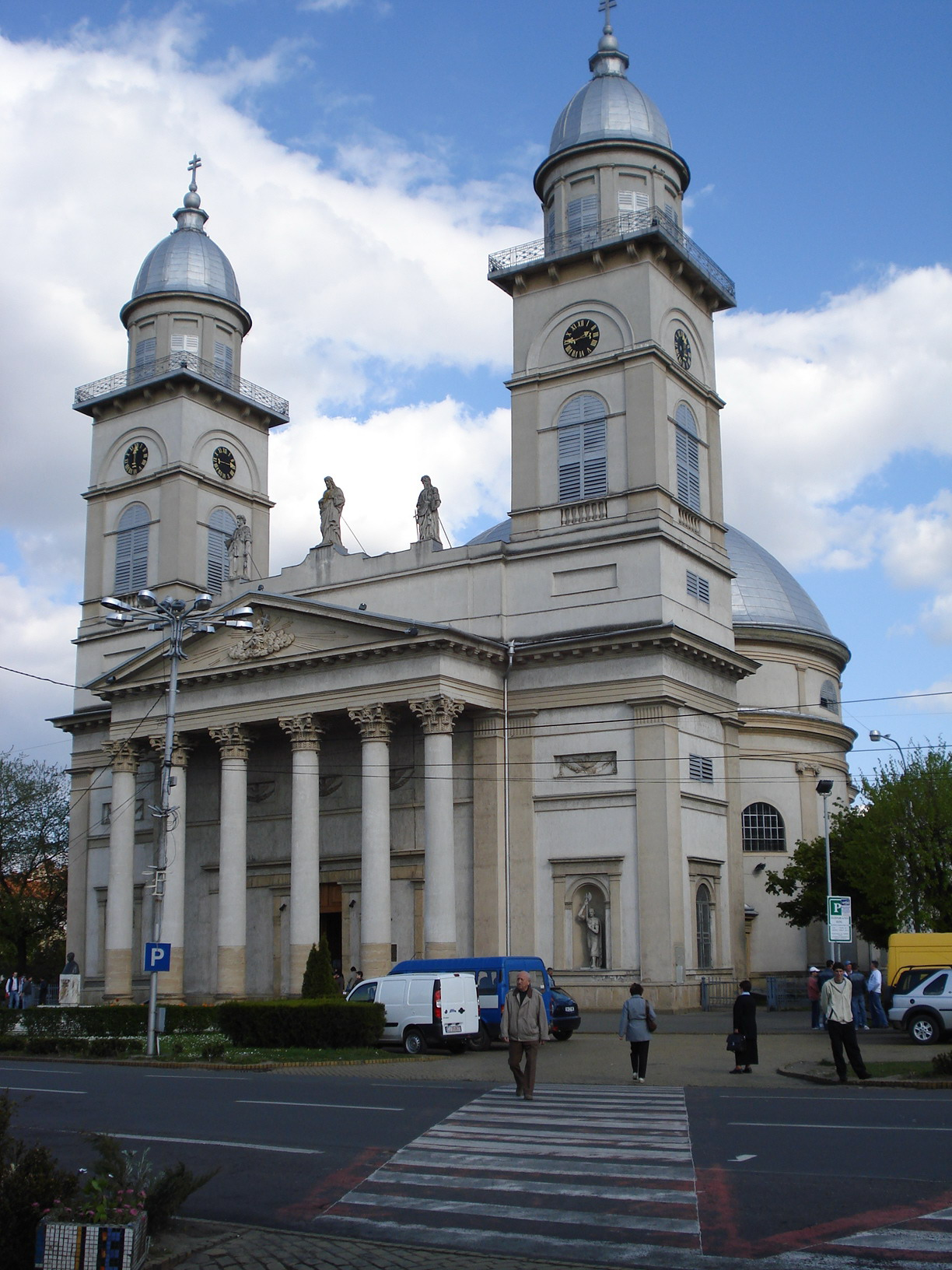
Den katolska katedralen.
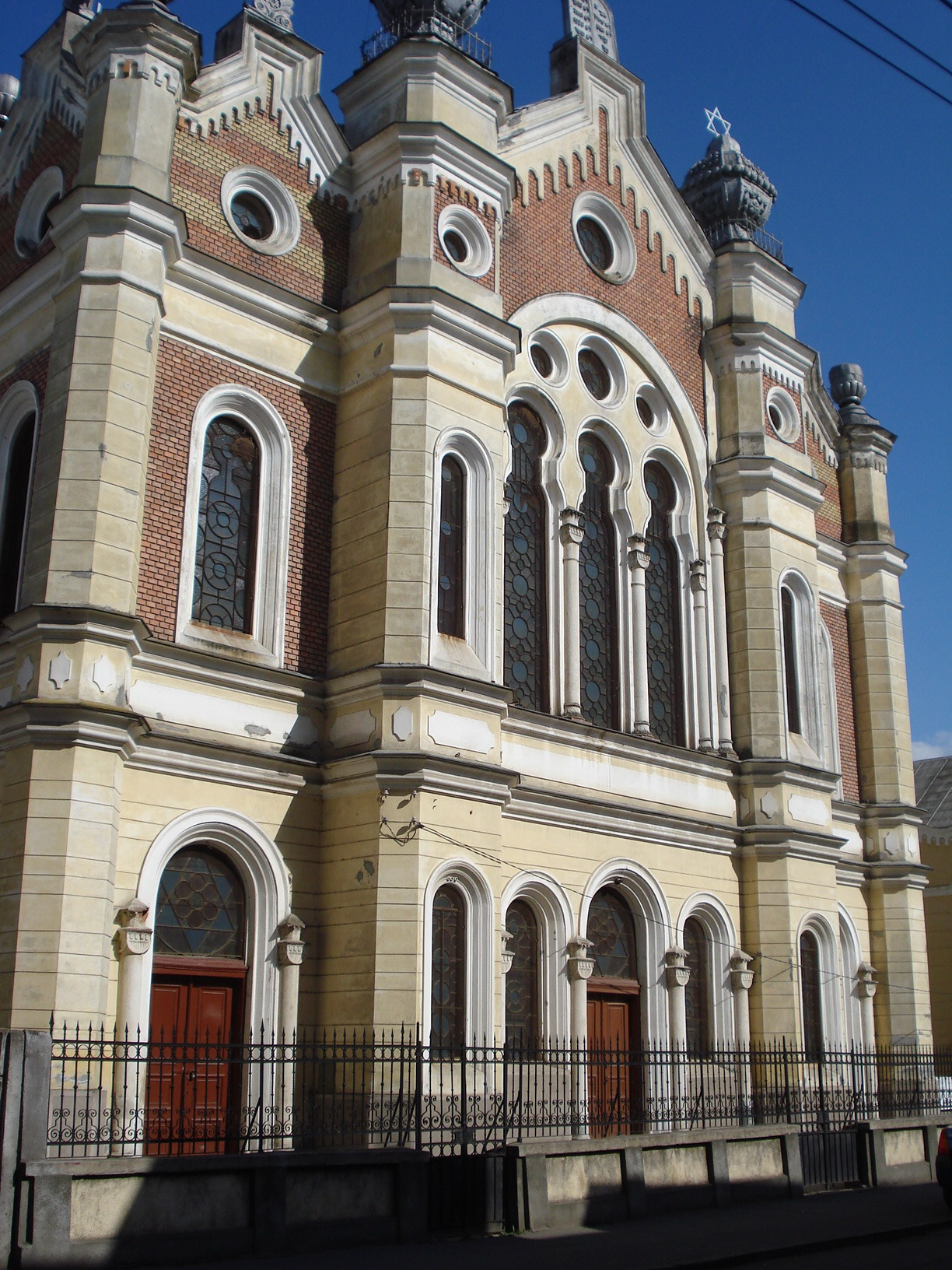
Synagogan i Satu Mare, i morisk stil.